# 费马素性检验
费马素性检验是一种質數判定法則，利用随机化算法判断一个数是合数还是可能是素数。

## 概念
根据费马小定理：如果 {\displaystyle p} 是素数，{\displaystyle 1\leq a\leq p-1}，那么
{\displaystyle a^{p-1}\equiv 1{\pmod {p}}}。
如果我们想知道 {\displaystyle n} 是否是素数，我们在中间选取 {\displaystyle a}，看看上面等式是否成立。如果对于数值 {\displaystyle a} 等式不成立，那么 {\displaystyle n} 是合数。如果有很多的a能够使等式成立，那么我们可以说 {\displaystyle n} 可能是素数，或者伪素数。
在我们检验过程中，有可能我们选取的 {\displaystyle a} 都能让等式成立，然而 {\displaystyle n} 却是合数。这时等式
{\displaystyle a^{n-1}\equiv 1{\pmod {n}}}
被称为Fermat liar。如果我们选取满足下面等式的a
{\displaystyle a^{n-1}\not \equiv 1{\pmod {n}}}
那么 {\displaystyle a} 也就是对于 {\displaystyle n} 的合数判定的Fermat witness。
| {\displaystyle a}           | 1 | 2   | 3  | 4  | 5 | 6  | 7 | 8 | 9 | 10 | 11 | 12 | 13 | 14 | 15 | 16 | 17 | 18 | 19 | 20 | 21 | 22 | 23 | 24 | 25 | 26 | 27 | 28 | 29 | 30 |
| 最小的 {\displaystyle n} 值 | 4 | 341 | 91 | 15 | 4 | 35 | 6 | 9 | 4 | 9  | 10 | 65 | 4  | 15 | 14 | 15 | 4  | 25 | 6  | 21 | 4  | 21 | 22 | 25 | 4  | 9  | 26 | 9  | 4  | 49 |

## 算法以及运行时间
整个算法可以写成是下面两大部：
输入：{\displaystyle n} 需要检验的数；{\displaystyle k}：参数之一来决定检验需要进行的次数。
输出：当 {\displaystyle n} 是合数时輸出合数，否则輸出可能是素数：
重复 {\displaystyle k} 次：
在 {\displaystyle [2,n-2]} 范围内随机选取 {\displaystyle a}
如果 {\displaystyle a^{n-1}{\bmod {n}}\neq 1} 那么返回合数
返回可能是素数
若使用模指數運算的快速算法，这个算法的运行时间是 {\displaystyle {\text{O}}(k\log ^{2}n\log \log n)={\tilde {\text{O}}}(k\log ^{2}n)}，这里 {\displaystyle k} 是一个随机的 {\displaystyle a} 需要检验的次数，{\displaystyle n} 是我们想要检验的数。

## 缺点
众所周知，对于卡米歇爾數 {\displaystyle n}，全部令 {\displaystyle \gcd(a,n)=1} 的 {\displaystyle a} 都是費馬騙子數（Fermat liars）。尽管卡米歇爾數很是稀有，但是却足够令费马素性检验无法像如米勒-拉賓和Solovay-Strassen的素性检验般，成為被经常實際应用的素性检验。 
一般的，如果 {\displaystyle n} 不是卡米歇爾數，那么至少一半的
{\displaystyle a\in (\mathbb {Z} /n\mathbb {Z} )^{*}}
是費馬證人數（Fermat witnesses）。在这里，令 {\displaystyle a} 为費馬證人數、{\displaystyle a_{1},a_{2},\cdots ,a_{s}} 为費馬騙子數。那么
{\displaystyle (a\cdot a_{i})^{n-1}\equiv a^{n-1}\cdot a_{i}^{n-1}\equiv a^{n-1}\not \equiv 1{\pmod {n}}}
所有的{\displaystyle a\times a_{i}\ {\text{for}}\ i=1,2,\cdots ,s}都是費馬證人數。

## 应用
加密程序PGP在算法当中用到了这个素性检验方法。